# Othello, der Mohr in Wien
Othello, der Mohr in Wien ist eine Posse mit Gesang in einem Aufzug von Ferdinand Kringsteiner. Es handelt sich um eine Parodie auf Shakespeares Othello. Die Uraufführung fand am 28. Mai 1806 im Theater in der Leopoldstadt statt.

## Inhalt
Jakerl und Rodrigerl überlegen, wie sie sich an Othello rächen können. Sie beschließen, Desdemonerls Vater Wastl zu verraten, dass sie ein heimliches Verhältnis mit Othello hat. Diese heiratet Othello bereits im Methkeller. Rodrigerl warnt Othello vor der Konfrontation mit Desdemonerls Vater. Bevor es zu dieser kommt, weist Othello Cassio zurecht, der Leib-Barbierer des Herrn von Nascherl werden möchte, aber schon unter Tags sternhagelvoll ist. Bei der Konfrontation sagt Desdemonerl: die weissen Chapeau haben mich schon oft gnug blantirt. […] im Methkeller haben wir uns ewige Treu g’schworn […] Nu, wärs etwa noch nicht höchste Zeit? Mit 39 Jahrln? Schließlich überreden sie Nascherl und Wastl, die Ehe zu akzeptieren.
Cassio bittet Desdemonerl, bei Othello ein gutes Wort für ihn einzulegen, sodass er Viehdoktor werden kann. Im Gespräch mit Resel erklärt Desdemonerl, wie wichtig für sie das Schnupftücherl ist, das sie von Othello bekommen hat. Resel nimmt es entgegen und schwört Cassio, es in den Koffer zu legen, als Rache dafür, dass er eher die Nähe zu Desdemonerl als zu ihr sucht. Als Othello Desdemonerl beschuldigt, das Taschentuch verloren zu haben, kommen Cassio und alle anderen hinzu. Bevor die Situation eskaliert, kommt zu aller Erstaunen Thaddädl, Resels Sohn, mit dem Tüchel.
Am Ende sagt Desdemonerl: Ich verzeih dir alles, aber das Tücherl nimm ich nimmer, woraufhin Othello antwortet: Recht hast und zu einer Satisfaktion will ich heut noch ein' Zunder draus brennen!

## Rezeption
Von 1806 bis 1823 wurde das Stück 67 Mal gespielt, nachdem das Shakespeare-Original 1785 erstmals in Wien aufgeführt wurde. Auch wenn Kringsteiner möglicherweise damit rechnete, dass das Publikum Othello kennt, ist es nicht erforderlich um das Stück zu verstehen. Vielmehr verwendet Kringsteiner das Shakespeare-Original, um eine lokale Posse zu erzählen, die das leichtlebige Wien der niederen sozialen Sphären charakterisiert. Zeitgenössische Kritiken bewerteten das Stück trotz zahlreicher Aufführungen eher negativ. Es sei viel zu flüchtig und gemein. Die 1829 folgende Parodie Othellerl, der Mohr von Wien von Karl Meisl war beim Publikum genauso erfolgreich, wurde aber auch von zeitgenössischen Kritikern besser bewertet.